# Quỳnh Nhai
Quỳnh Nhai là một huyện miền núi nằm ở phía bắc tỉnh Sơn La, Việt Nam.

## Địa lý
Huyện Quỳnh Nhai nằm ở phía bắc của tỉnh Sơn La, có dòng sông Đà chảy qua và phần lớn hồ thủy điện Sơn La nằm trên địa bàn huyện. Trung tâm huyện cách thành phố Sơn La 60 km về phía bắc, có vị trí địa lý:
- Phía đông giáp huyện Mường La và huyện Than Uyên, tỉnh Lai Châu
- Phía tây giáp huyện Tủa Chùa và huyện Tuần Giáo, tỉnh Điện Biên
- Phía nam giáp huyện Thuận Châu
- Phía bắc giáp huyện Sìn Hồ và huyện Tân Uyên, tỉnh Lai Châu.

Huyện Quỳnh Nhai có diện tích 1.049,07 km², dân số năm 2011 là 58.493 người.

## Hành chính
Huyện Quỳnh Nhai có 11 đơn vị hành chính cấp xã trực thuộc, bao gồm thị trấn Mường Giàng (huyện lỵ) và 10 xã: Cà Nàng, Chiềng Bằng, Chiềng Khay, Chiềng Khoang, Chiềng Ơn, Mường Chiên, Mường Giôn, Mường Sại, Nặm Ét, Pá Ma Pha Khinh.

## Lịch sử
Quỳnh Nhai (chữ Hán: 瓊崖) là một trong mười châu thành lập thời Lê Thánh Tông thuộc phủ Yên Tây (安西) của thừa tuyên Hưng Hóa. Năm 1851 châu Quỳnh Nhai tách ra để thuộc phủ Điện Biên, tỉnh Hưng Hóa.
Từ năm 1948 tới năm 1953, Quỳnh Nhai thuộc Liên khu Việt Bắc.
Từ năm 1953 tới năm 1955, Quỳnh Nhai thuộc khu Tây Bắc.
Từ năm 1955 tới năm 1962, Quỳnh Nhai thuộc khu tự trị Thái Mèo.
Từ năm 1962 tới năm 1975, Quỳnh Nhai thuộc khu tự trị Tây Bắc (đổi tên từ khu tự trị Thái Mèo).
Sau khi khu tự trị Tây Bắc giải thể, Quỳnh Nhai là huyện thuộc tỉnh Sơn La, bao gồm 6 xã: Cà Nàng, Chiềng Ơn, Mường Chiên, Mường Giôn, Pắc Ma và Pha Khinh.
Ngày 22 tháng 2 năm 1975, chia xã Mường Giôn thành 2 xã: Mường Giôn và Chiềng Khay.
Ngày 2 tháng 12 năm 2003, Chính phủ CHXHCN Việt Nam ban hành Nghị định số 148/2003/NĐ-CP, chuyển 25.911 ha diện tích tự nhiên và 26.659 người của 6 xã: Mường Giàng, Chiềng Bằng, Mường Sại, Liệp Muội, Nặm Ét và Chiềng Khoang của huyện Thuận Châu về huyện Quỳnh Nhai.
Quỳnh Nhai là một trong 3 huyện của tỉnh Sơn La phải di chuyển dân ra khỏi vùng hồ thủy điện Sơn La và đã xây dựng 10 khu tái định cư với 65 bản cho các hộ tái định cư.
Năm 2009, chuyển huyện lỵ từ xã Mường Chiên đến xã Mường Giàng trên trục đấu nối quốc lộ 279 với tỉnh lộ 107 (Sơn La) và cách huyện lỵ cũ (nay thuộc phần lòng hồ thủy điện) khoảng 30 km về phía hạ lưu sông Đà.
Ngày 21 tháng 2 năm 2011, Chính phủ ban hành Nghị quyết số 10/NQ-CP. Theo đó:
- Giải thể xã Liệp Muội (do nằm trong lòng hồ thủy điện Sơn La), điều chỉnh 872,25 ha diện tích tự nhiên và 919 người của xã Liệp Muội về xã Chiềng Bằng quản lý; điều chỉnh 1.212,75 ha diện tích tự nhiên và 1.238 người còn lại về xã Nậm Ét quản lý
- Điều chỉnh 613,8 ha diện tích tự nhiên và 1.494 người của xã Mường Sại về xã Chiềng Bằng quản lý
- Điều chỉnh 957,4 ha diện tích tự nhiên và 375 người của xã Chiềng Ơn về xã Mường Giàng quản lý
- Thành lập xã Pá Ma Pha Khinh trên cơ sở sáp nhập toàn bộ 4.948 ha diện tích tự nhiên và 1.629 nhân khẩu xã Pha Khinh, 5.544 ha diện tích tự nhiên và 1.453 nhân khẩu của xã Pắc Ma.

Ngày 14 tháng 11 năm 2024, Ủy ban Thường vụ Quốc hội ban hành Nghị quyết số 1280/NQ-UBTVQH15 về việc sắp xếp đơn vị hành chính cấp huyện, cấp xã của tỉnh Sơn La giai đoạn 2023 – 2025 (nghị quyết có hiệu lực từ ngày 1 tháng 2 năm 2025). Theo đó, thành lập thị trấn Mường Giàng trên cơ sở toàn bộ xã Mường Giàng.
Huyện Quỳnh Nhai có 1 thị trấn và 10 xã như hiện nay.

## Kinh tế - xã hội
Quỳnh Nhai là một huyện vùng núi thuộc tỉnh Sơn La, cách xa trung tâm tỉnh, đường sá đi lại khó khăn. Dân cư sống tạp trung thành từng xóm, bản chủ yếu là người dân tộc Thái. Dân cư chủ yếu sống bằng nghề trồng lúa nước, khai thác lâm sản, đánh bắt cá ven sông Đà.

## Giao thông
- Quốc lộ 279 đi qua địa bàn huyện theo hướng tây nam - đông bắc đi huyện Than Uyên (Lai Châu).
- Ngoài ra còn có đường tỉnh lộ 107 từ trung tâm huyện đi về phía nam.